# Zone 1 des transports en commun d'Île-de-France

Carte du RER d'Île-de-France indiquant la division de la région en zones tarifaires. La zone 1 est la zone la plus au centre.

La zone 1 est la zone centrale du système tarifaire zonal concentrique utilisé par les services de transport en commun en Île-de-France.

## Caractéristiques
La zone 1 a vu le jour en même temps que la carte Orange en 1975.
Cette zone concerne toutes les gares et stations inclus dans Paris intra-muros, c'est-à-dire Paris à l'exception du bois de Boulogne (qui est en zone 2) et du bois de Vincennes (qui est en zone 2 pour sa partie ouest et en zone 3 pour sa partie est).
Une disposition tarifaire particulière était prévue pour les voyageurs du métro possédant un titre de transport ne couvrant que les zones 1-2. En effet, ceux-ci pouvaient utiliser leur titre jusqu'au bout de toutes les lignes de métro même si la station terminus de leur trajet est en zone 3 : par exemple, pour se rendre à la gare de la Défense située en zone 3 il suffisait d'un ticket t+ pour s'y rendre avec la ligne 1 du métro tandis que pour s'y rendre via la ligne A du RER il fallait un billet origine-destination ou un titre incluant la zone 3 pour un trajet en bus. La mise en place du ticket « Métro-Train-RER » le 1er janvier 2025 simplifie cette situation, le nouveau ticket étant utilisable indifféremment sur le métro, le Transilien ou le RER sans limite de distance.

## Métro
La zone 1 comprend la majorité des stations du métro de Paris avec 249 stations au 24 juin 2024 dont celles des lignes 2, 3 bis, 6 et 7 bis qui sont intégralement situées dans la zone.

## Tramway
La zone 1 comprend :
- l'extrémité sud de la ligne T2, entre Henri Farman et Porte de Versailles ;
- l'intégralité des lignes T3a et T3b (Pont du Garigliano - Porte de Vincennes - Porte Dauphine) ;
- le terminus Porte de Choisy de la ligne T9.

## Gares
La zone 1 comprend 35 gares dont les sept grandes gares parisiennes et 28 gares du réseau régional (RER et Transilien). Parmi ces dernières, certaines sont communes aux gares grandes lignes.

### Grandes lignes
- Gare d'Austerlitz
- Gare de Bercy
- Gare de l'Est
- Gare de Lyon
- Gare Montparnasse
- Gare du Nord
- Gare Saint-Lazare

### RER A
- Charles-de-Gaulle - Étoile
- Auber
- Châtelet - Les Halles
- Gare de Lyon
- Nation

### RER B
- Gare du Nord
- Châtelet - Les Halles
- Saint-Michel - Notre-Dame
- Luxembourg
- Port-Royal
- Denfert-Rochereau
- Cité universitaire

### RER C
- Porte de Clichy
- Pereire - Levallois
- Neuilly - Porte Maillot
- Avenue Foch
- Boulainvilliers
- Avenue du Président-Kennedy
- Pont du Garigliano - Hôpital européen Georges-Pompidou
- Javel
- Pont de l'Alma
- Invalides
- Musée d'Orsay
- Saint-Michel - Notre-Dame
- Gare d'Austerlitz
- Bibliothèque François-Mitterrand

### RER D
- Gare du Nord
- Châtelet - Les Halles
- Gare de Lyon

### RER E
- Neuilly - Porte Maillot
- Haussmann - Saint-Lazare
- Magenta
- Rosa-Parks

### Transilien L
- Pont-Cardinet